# Arroio Grande (samhälle)
Arroio Grande är ett samhälle i Brasilien.   Det ligger i kommunen Santa Maria och delstaten Rio Grande do Sul, i den södra delen av landet, 1 700 km söder om huvudstaden Brasília. Arroio Grande ligger 88 meter över havet och antalet invånare är 2 702.
Terrängen runt Arroio Grande är kuperad norrut, men söderut är den platt. Runt Arroio Grande är det glesbefolkat, med 13 invånare per kvadratkilometer.. Närmaste större samhälle är Santa Maria, 14,1 km väster om Arroio Grande.
Trakten runt Arroio Grande består i huvudsak av gräsmarker.